# تيودور سفيدبيرغ
تيودور سفيدبيرغ (بالسويدية: Theodor Svedberg)‏ كيميائي سويدي، ولد في 30 أغسطس 1884، وتوفي في 25 فبراير 1971. درس الكيمياء في جامعة أوبسالا، وحصل على جائزة نوبل في الكيمياء لسنة 1926، كما حصل على وسام فرانكلين سنة 1949.

## روابط خارجية
- تيودور سفيدبيرغ على موقع الموسوعة البريطانية (الإنجليزية)
- تيودور سفيدبيرغ على موقع مونزينجر (الألمانية)
- تيودور سفيدبيرغ على موقع إن إن دي بي (الإنجليزية)